# べふ峡温泉
べふ峡温泉（べふきょうおんせん）は、高知県香美市物部町（旧土佐国）にある温泉。当地は剣山国定公園区域内にある。「別府峡温泉」と表記されることもあるが、条例（香美市別府森林総合利用施設の設置及び管理に関する条例）では「べふ峡温泉」となっている。

## 泉質
- ナトリウム-炭酸水素塩泉[1]
- 源泉温度17.5℃の冷鉱泉。

## 温泉地
三嶺山南側山麓の別府渓谷入口にある自然休養村に位置している。「べふ峡温泉」は香美市の条例で設置された森林総合施設で施設内の休養休憩施設として整備されている。日帰り入浴可能で、内風呂のみ。
1985年（昭和60年）に開業。新たな指定管理者を公募して改修するため、2024年（令和6年）4月から休業となる。リニューアルオープンの時期は未定となっている。

## 周辺
- 四つ足峠
- 石立山

## アクセス
JR土讃線土佐山田駅より市営バスで40分。「大栃」バス停下車。
高知自動車道南国ICから車で75分。